# Les Tàpies (Calders)
Les Tàpies és una masia del municipi de Calders, al Moianès. És un gran casal situat a un pla, prop del límit amb Artés, amb Navarcles i amb la parròquia rural de Sant Pere de Viladecavalls, on pertanyia. És en el vessant sud-est de la Serra de les Tàpies, al nord-oest del Canadell i al nord del Manganell. És una obra inclosa en l'Inventari del Patrimoni Arquitectònic de Catalunya.

## Descripció
S'observen murs que tanquen la lliça i el mas al cantó del migdia. Als baixos hi ha una porxada, amb arcs de mig punt que sostenen la galeria del primer pis. Els baixos són majoritàriament en volta, amb molta construcció de tàpia i tova. Guarda encara el celler, situat a la part nord de la casa, el molí de moldre olives, les tines, premsa. I totes les dependències típiques de la masia catalana, com una galeria a migdia i ponent. Hi ha un gran campanar que enllaça, per mitjà d'un pont cobert, amb la capella, situada a la part nord el mas. Hi ha dos cossos residencials: un pels propietaris i l'altre pels masovers. Aquest posterior al nucli de la casa, i adossat a l'est. El material constructiu utilitzat als baixos és majoritàriament tapia i tova; i la resta és reble i maó.

## Història
La primitiva no estava ubicada al lloc de l'actual masia, sinó prop d'ella. La família tàpies es troba documentada ja el 1290, segurament el topònim deriva del tipus de material en què estava construïda la casa. Conserva un estable on es diu que hi feien estada els animals de bast quan baixaven els ramats de la muntanya. Conserva també en perfectes condicions el molí d'olives, amb la corresponent pica rodona de pedra picada. El 1880 s'hi va fer una capella sota l'advocació de la verge Immaculada; el gran campanar data del 1881, el pont passadís que els uneix és posterior.